# Werner Vogel (Kartograf)
Werner Vogel (* 20. Oktober 1942 in Braunschweig; † 16. November 2022 in Wabern bei Bern) war Ingenieur für Landkartentechnik und Kartograf. Er erbrachte für die Kartografie wertvolle Beiträge, insbesondere mit Panoramabildern und Vogelschaukarten.

## Leben
Werner Vogel war das einzige Kind von Friedrich (1897–1952) und Gertrud Vogel (1904–1984). In seinem Elternhaus interessierte man sich für Kunst und Kultur. Sein Vater war Ingenieur für Signalbauwesen bei der Firma Siemens und Amateur-Kunstmaler. Seine Mutter war Schneidermeisterin. Nach dem frühen Tod des Vaters sorgte die Mutter als Störschneiderin während der wirtschaftlich schwierigen Nachkriegszeit für den Lebensunterhalt.
Vogel absolvierte von 1959 bis 1963 bei der Firma Westermann in Braunschweig anstelle einer Lehre als Grafiker diejenige eines kartografischen Zeichners. Von 1964 bis 1967 setzte er seine Ausbildung an der Ingenieurschule in Berlin fort, die er im Fachbereich Landkartentechnik als diplomierter Ingenieur für Landkartentechnik abschloss. Während dieser Zeit hatte er verschiedene Hilfsjobs im Bollmann-Bildkarten-Verlag in Braunschweig und im Städte-Verlag in Stuttgart.
Nach Beendigung seines Studiums liess er sich in Bern nieder, wo er von 1967 bis 1969 am Eigerplatz im Kartografischen Büro Schad+Frey tätig war. Zwischenzeitlich lebte er in Adelboden und Avenches. 1970 heiratete er Rosemarie Aeschlimann, die Ende Jahr für ihn das «Atelier Vogel» gründete. 1979 erhielt er das Schweizer Bürgerrecht. Mit der Geburt von Arthur (1978–2012), Julia (1979) und Catharina (1982) bekam das Familien- und Geschäftsleben eine neue Dynamik.
Mit Rekonstruktionszeichnungen römischer Ausgrabungen in Avenches (Aventicum) erfolgte der erste offizielle Auftrag von dem Leiter der Ausgrabungen in Aventicum Hans Bögli. Weitere kamen vom Wasser- und Energie-Wirtschafts-Amt des Kantons Bern (damals WEA), von den Firmen Hallwag, Aerni-Leuch-Repro sowie Kümmerly+Frey und vom Staatlichen Lehrmittelverlag Bern mit der Kulturgüter-Karte des Kantons Bern. 1985 erhielt er ein Teilpensum als Kartograf beim neu gegründeten Projekt von Professor Klaus Aerni, dem Inventar Historischer Verkehrswege Schweiz (IVS). Dort war er bis zu seiner Pensionierung im Jahre 2007 mit sämtlichen zeichnerischen Arbeiten engagiert, die für die verschiedensten Publikationen des Inventars IVS beziehungsweise ViaStoria erforderlich waren: Ausgrabungsskizzen, Routenpläne und Inventarkarten, Skizzen von verkehrstechnischen Bauwerken, Titelblätter für das Bulletin-IVS usw.

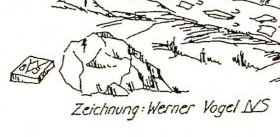
Signatur W[erner] V[ogel] links auf dem Ausschnitt

Sein zeichnerisches Talent vertiefte Vogel in Malkursen, unter anderem in Bern bei Carl Speglitz. Bereits 1969 begann er auf eigene Faust mit der Konstruktion von Orts- und Stadtplänen in Vogelschauansicht. So entstanden Darstellungen von Adelboden (1970), Avenches (1971), Grindelwald (1973), Rheinfelden (1975), Büren an der Aare (1985), Neuenegg (1987), Bern (1995) usw. In der Tageszeitung Tages-Nachrichten vom 18. August 1973 wurde Vogels Tätigkeit zu den Ortsplänen von Adelboden und Grindelwald in einem Interview mit dem Titel «Als ich wegging, kannte mich jeder Einwohner» beschrieben.

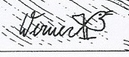
Signatur von Werner Vogel mit stilisiertem Vogelsymbol

Ähnlich verlief die Herstellung von Panoramazeichnungen, die nun aber alle als Auftragsarbeiten entstanden. So bei Neuenegg die Teil- oder Rundumansichten Chapf und Chutzen-Süd und -Nord (1998) sowie an sechs Standorten dem Panoramaweg Gantrisch entlang: Hällstett, Horbühlpass, Pfyffe, Schüpfenfluh, Selibüel, Gurnigel (Berg), Guggershörnli Südost und Nordwest. Die Panoramen Rüschegg Nord und Rüschegg Süd stehen bei der Kirche Rüschegg. Eine Vielzahl anderer grafischer Werke finden sich in Form von Abbildungen für Wanderbücher, Orientierungstafeln, Kulturpfaden, persönlichen Ereigniskarten oder einem Stammbaum usw. Signiert sind diese Arbeiten häufig mit «Werner» und einem stilisierten Vogelsymbol.

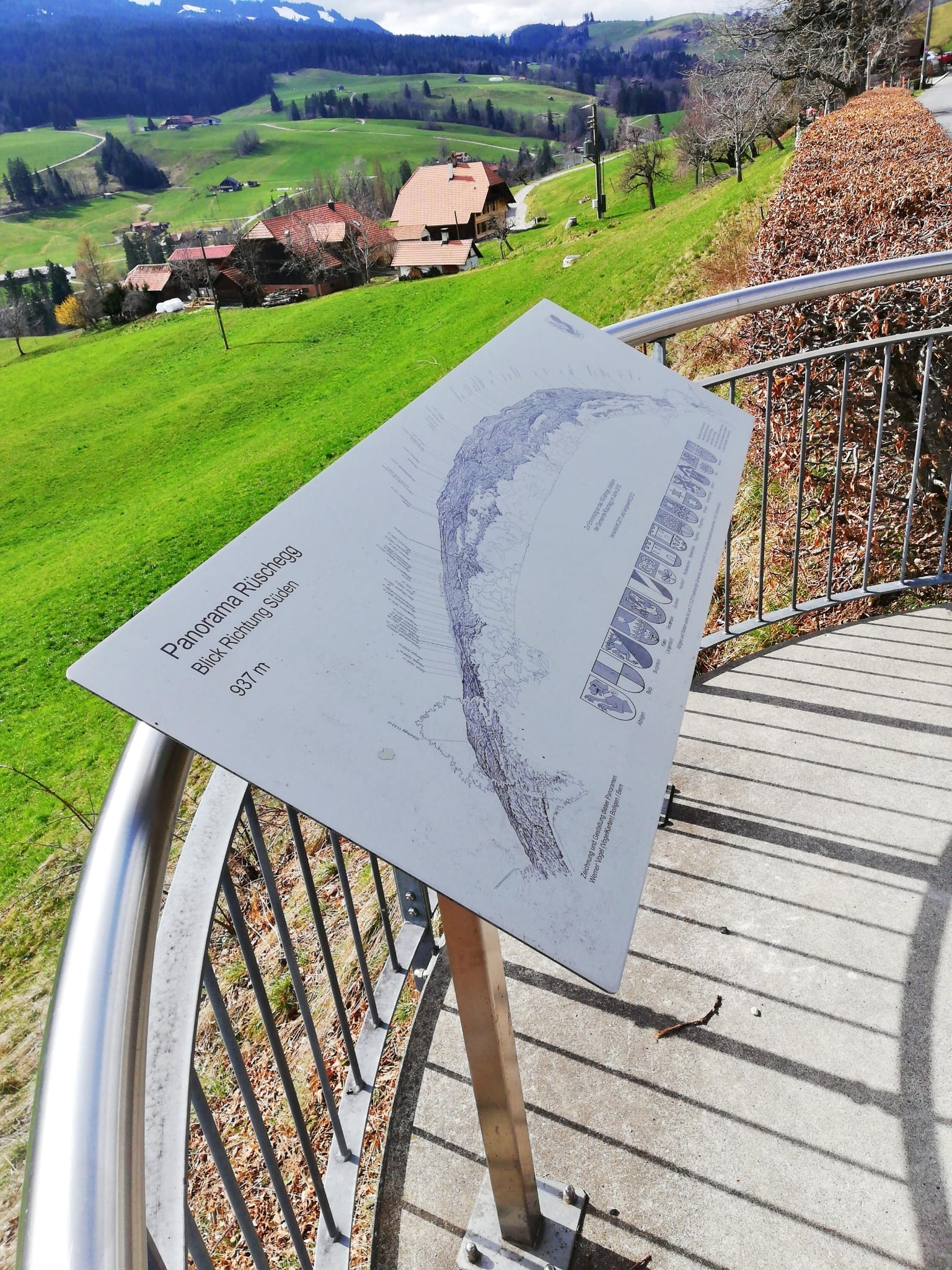
Panorama Rüschegg, Blick Richtung Süden

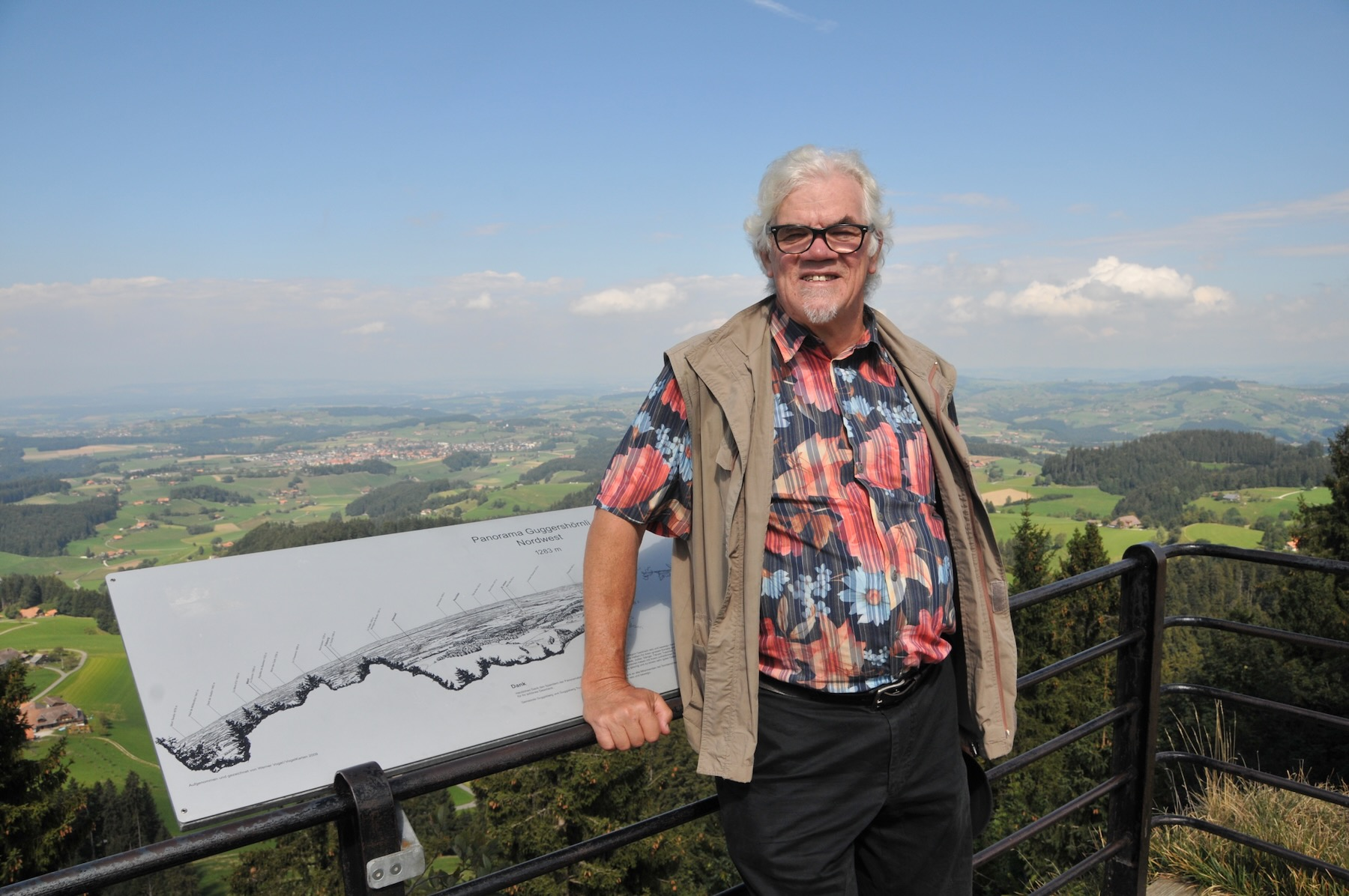
Werner Vogel vor seinem Panorama Guggershörnli Nordwest, 2019

Viele von Vogels Originalzeichnungen für Pläne und Karten, die als kleine Kunstwerke bezeichnet werden können, fielen dem Unwetter zum Opfer, welches Teile von in Wynigen bei Burgdorf gelagerten Dokumenten der Stiftung ViaStoria im Juni 2021 verwüstete. Einige wenige Beispiele konnten in einer aufwendigen Restaurierungsaktion gerettet werden.
Vogel war Mitglied des Kirchenvorstands der Evangelisch-Lutherischen Kirche in Bern und war Leiter von deren Wandergruppe.
Bis zu seinem krankheitsbedingten Austritt im Jahr 2019 war er Mitglied der Schweizerischen Gesellschaft für Kartografie (SGK). 2019 zog Vogel wegen gesundheitlicher Probleme in das Wohnheim Grünau in Wabern um, wo er am 16. November 2022 im Alter von 80 Jahren verstarb. Die Abschiedsfeier wurde am 1. Dezember 2022 in der Antonierkirche in Bern durchgeführt. Die Urnenbeisetzung erfolgte auf dem Bremgartenfriedhof in Bern.

## Publikationen (Auswahl)
- Avenches [vue à vol d’oiseau] / conception et dessin: Rosmarie et Werner Vogel. 1983.[58]
- Berner Landschaftsweg – entdecken Sie die Landschaft am Stadtrand. 1995.[59]
- Ortsplan Grindelwald.[60]
- Altstadtplan Rheinfelden.[61][62][63]

## Archivalien
- Burgerbibliothek Bern: Korrespondenz: Vogel, Rosmarie; Vogel, Werner.[68]
- EAD-IVS IVS: Inventar historischer Verkehrswege der Schweiz, 1984 (ca.)–2006 (ca.)[52]